# 5421 Ulanova
5421 Ulanova (1982 TD2) là một tiểu hành tinh vành đai chính được phát hiện ngày 14 tháng 10 năm 1982 bởi Karachkina, L. G. và Zhuravleva, L. V. ở Nauchnyj.